# Venoge
Pronunciação
Venoge é um rio no cantão de Vaud, Suíça, e um afluente do Rio Ródano, que tem sua foz ao norte do Lago Léman.